# Rockleigh
Rockleigh ist eine Gemeinde (Borough) im Bergen County, New Jersey, USA. Das U.S. Census Bureau hat bei der Volkszählung 2020 eine Einwohnerzahl von 407 ermittelt.

## Geographie
Die geographischen Koordinaten der Stadt sind 41°0'27" nördliche Breite und 73°55'55" westliche Länge.
Nach den Angaben des United States Census Bureaus hat die Stadt eine Gesamtfläche von 2,5 km2, wobei keine Wasserflächen miteinberechnet sind.

## Geschichte
Der National Park Service weist für Rockleigh vier Häuser im National Register of Historic Places (NRHP) aus (Stand 30. November 2018), darunter das Haring-Corning House.

## Demographie
Nach der Volkszählung von 2000 gibt es 391 Menschen, 74 Haushalte und 58 Familien in der Stadt. Die Bevölkerungsdichte beträgt 155,6 Einwohner pro km2. 89,77 % der Bevölkerung sind Weiße, 3,32 % Afroamerikaner, 0,26 % amerikanische Ureinwohner, 3,84 % Asiaten, 0,00 % pazifische Insulaner, 1,02 % anderer Herkunft und 1,79 % Mischlinge. 4,86 % sind Latinos unterschiedlicher Abstammung.
Von den 74 Haushalten haben 37,8 % Kinder unter 18 Jahre. 67,6 % davon sind verheiratete, zusammenlebende Paare, 8,1 % sind alleinerziehende Mütter, 21,6 % sind keine Familien, 10,8 % bestehen aus Singlehaushalten und in 6,8 % Menschen sind älter als 65. Die Durchschnittshaushaltsgröße beträgt 3,04, die Durchschnittsfamiliengröße 3,40.
26,3 % der Bevölkerung sind unter 18 Jahre alt, 4,6 % zwischen 18 und 24, 15,6 % zwischen 25 und 44, 21,5 % zwischen 45 und 64, 32,0 % älter als 65. Das Durchschnittsalter beträgt 49 Jahre. Das Verhältnis Frauen zu Männer beträgt 100:95,5, für Menschen älter als 18 Jahre beträgt das Verhältnis 100:68,4.
Das jährliche Durchschnittseinkommen der Haushalte beträgt 152.262 USD, das Durchschnittseinkommen der Familien 157.816 USD. Männer haben ein Durchschnittseinkommen von 100.000 USD, Frauen 66.250 USD. Der Prokopfeinkommen der Stadt beträgt 48.935 USD. 23,1 % der Bevölkerung und 0,0 % der Familien leben unterhalb der Armutsgrenze, davon sind 0,0 % Kinder oder Jugendliche jünger als 18 Jahre und 0,0 % der Menschen sind älter als 65.